# Scopimera intermedia
Scopimera intermedia is een krabbensoort uit de familie van de Dotillidae. De wetenschappelijke naam van de soort is voor het eerst geldig gepubliceerd in 1934 door Balss.